# Храм Архангела Михайла (Алупка)
Храм Святого Архістратига Михаїла в Алупці — діючий православний храм Української Православної Церкви. Під час землетрусу в 1927 році дуже постраждав, потім був розграбований і перебудований у період радянської влади. В 1990 році почались роботи по його реконструкції, а з 2008 року храм знову став діючим.

## Історія

### Попередник храму
Однією із найяскравіших архітектурних пам'яток Південного берегу Криму є храм Архангела Михаїла в Алупці. Своєрідне місцезнаходження, виразний силует, архітектурні особливості робили його помітним орієнтиром у формуванні просторового оточення міста. Його історія нероздільно пов'язана з самою Алупкою.
Перший храм Архангела Михаїла в м. Алупці (1839—1896) був збудований на кошти М. С. Воронцова для тих, хто служить у його маєтку. Його архітектором був Пилип Федорович Ельсон (1793—1867) — російський архітектор, який мав англійське етнічне коріння; освіту отримав у Санкт-Петербурзькій імператорській академії художеств, котру закінчив з відзнакою. У Криму він створив розкішні архітектурні твори в стилістиках класицизму і романтизму. Храм був освячений тільки 31 серпня 1841 року в ім'я св. Архістратига Божия Михаїла. Одноповерхову кам'яну будівлю храму по периметру оточували колони. Зі східного і західного боків їх було 6 , а з північного і південного — по 9. Своєю архітектурою храм нагадував грецький храм Тезея. Іконостас одноярусний. Храм не опалювався, з підлогою із мармурових плит, без розписів, прикрашений іконами, начинням і книгами був забезпечений достатньо. Відводу землі при церкві не було. Поряд з храмом на двох дерев'яних стовпах знаходилась дзвіниця. Храм міг прийняти 200 прихожан одночасно. Обслуговував район від Алупки до Мшатки (нині с. Берегове), протяжністю 30 верст (близько 32 км). По штату в храмі належало мати 1 священика и 1 дяка. Священик розміщувався в господському кам'яному домі, а дячок — у дерев'яному. Платня священику від поміщика в рік сріблом 228 руб. 54 коп. і дячку — 85 руб. 71 коп., від казни сріблом священику — 70 руб. 56 коп., дячку — 23 руб. 52 коп. Через велику кількість ґрунтових підземних вод у даній місцевості прийшов у дію так званий Михайлівський зсув, котрий дав похил храму. Наприкінці 1895 — на початку 1896 років на південному березі Криму йшли сильні дощі, котрі призвели до підмивання основи храму. Він став поступово хилитися на південь. Нахил стін храму справляв на молільників жахливе враження. Зсуви посилились. Настоятель звернувся за допомогою до управляючого Алупкінського маєтку Кларку, а той в свою чергу до архітектора Шрейбера, котрий вів нагляд за станом храму і, можливо, створив проект нового дерев'яного храму.

## Другий храм

### Будівництво

#### Храм у 2006 році
Йшов час, населення Алупки росло, а місто залишалося без православного храму. Відомий професор А. А. Бобров виступив з ініціативою збудувати новий храм, жителі міста активно його підтримали і в 1899 році був створений будівельний комітет. Комітет ретельно вибирав місце для храму, щоб він не повторив долю свого попередника. В результаті храм вирішили побудувати біля кладовища, в центрі міста. 2 жовтня 1902 року був затверджений проект храму і почався збір коштів. 26 жовтня 1903 року відбулася урочиста закладка, в фундамент нового храму були закладені бутові каміння першого храму Алупки, тим самим зробивши храм, який будується — спадкоємцем першого храму, який отримав прізвисько в народі «Храм Стезя».
Будівництво храму йшло доволі повільно і з перервами. Були проблеми з грошовим забезпеченням та іншими організаційними питаннями. З північної сторони фасаду були виявлені грантові води, що потребувало вкладення ще більших коштів для спорудження опорних стін. Через недостатність коштів замість дзвіниці була споруджена дерев'яна дзвіниця на сім дзвонів. 8 листопада 1908 року відбулось урочисте освячення храму. В 1912 році біля храму бул побудований будинок священика і церковно-приходська школа. Не зупиняючись, в храмі йшли служби більше 20 років.

#### Радянський період
Тяжкі часи для храму настали в 1922 році. В результаті вилучень церковних цінностей, храм фактично був пограбований, однак жителі Алупки в 1923 році звернулися до влади з проханням передати їм храм для відновлення служб. Але в 1927 році, в результаті сильного землетрусу на південному березі Криму (ПБК), храм був сильно зруйнований. Комісія визнала споруду храму не здатною до відновлення і наказала її розібрати. У жовтні був репресований останній настоятель храму — Микола Авксентійович Царенко. В 1932 році з храму були зняті куполи (бані), але сама споруда збереглася для складу. Через деякий час до фасаду були прибудовані різні господарські споруди, внутрішнє оздоблення було повністю зруйноване[3]. В такому стані храм простояв більше 60 років.

#### Сучасність
У 1990 році храм передали Церкві. В 1991 році відбулося перше богослужіння. Реставраційні роботи йшли з перервами. Була зведена нова дзвіниця і в 2008 році храм відновився у своїй повній величі. Богослужіння в храмі ведуться регулярно.

## Архітектура
Храм у формі хреста був побудований в русько-візантійському стилі. Храм увінчали п'ять золотих куполів (бань). Вівтар виступає тригранною апсидою. Для оздоблення храму використовувався місцевий вапняк із Гаспри та Інкерману. Люстра в храмі була сконструйована ялтинськими майстрами. Іконостас був замовлений у Санкт-Петербурзі. У вікнах стоять кольорові вітражі. Різнокольорові вітражі всередині храму надають за сонячної погоди веселкового кольору.